# Subduction anté-collision
Une subduction anté-collision est une subduction, entre deux plaques tectoniques, antérieure à une collision continentale. Dans les Alpes, et plus particulièrement au Mont Viso, des témoins d'ophiolites, ramenés en surface, attestent de cette subduction anté-collision. 